# CE Aimoré
Der Clube Esportivo Aimoré, in der Regel nur kurz Aimoré genannt, ist ein Fußballverein aus São Leopoldo im brasilianischen Bundesstaat Rio Grande do Sul.
Aktuell spielt der Verein in der vierten brasilianischen Liga, der Série D.

## Erfolge
- Staatsmeisterschaft von Rio Grande do Sul – 3rd Division: 2012

## Stadion
Der Verein trägt seine Heimspiele im Estádio João Corrêa da Silveira in São Leopoldo aus. Das Stadion hat ein Fassungsvermögen von 12.000 Personen.

## Trainerchronik
Stand: 23. Juni 2021
| Trainer       | Nation    | von              | bis           |
| ------------- | --------- | ---------------- | ------------- |
| Paulo Porto   | Brasilien | 1. Juli 2014     | 30. Juni 2015 |
| Gilson Maciel | Brasilien | 29. Oktober 2020 | heute         |